# Ricardo Bochini
Ricardo Enrique Bochini (Zárate, Buenos Aires, 25 de enero de 1954) es un exfutbolista argentino que jugaba como enganche. Jugó toda su carrera en Independiente, desde 1972 hasta su retiro en 1991.
Debutó el 25 de junio de 1972. En Independiente, fue protagonista de la era dorada del club, y las competencias conquistadas por esa época lo tuvieron como protagonista. Bochini tuvo una carrera excepcional para un futbolista, ganando una enorme cantidad de títulos tanto nacionales como internacionales: con Independiente ganó cuatro títulos de la Copa Libertadores de América (1973, 1974, 1975 y 1984), tres de la Copa Interamericana (1973, 1974 y 1976), dos de la Copa Intercontinental (1973 y 1984), dos campeonatos de primera división (1983 y 1989) y dos campeonatos nacionales (1977 y 1978).
Con la selección de fútbol de Argentina, fue internacional desde 1973 hasta 1986, y ganó el Mundial de México 86.
Se retiró en 1991, dejando atrás 19 años como uno de los más grandes símbolos del fútbol a nivel mundial, en una carrera donde jugó 714 partidos, metió 108 goles y si bien no hay estadísticas oficiales, se estima que realizó más de 200 pases-gol.
Pese a esto, su último partido oficialmente fue el 25 de febrero de 2007, jugando con Barracas Bolívar a sus 53 años.
Ganó además como distinciones individuales los premios al futbolista argentino del año (1983), 3.er puesto al futbolista sudamericano del año (1984), miembro del Equipo Ideal de América (1989), el Diploma al Mérito en los Premios Konex de Deportes (1990) y miembro del Salón de la Fama de la AFA (2007).
Es parte del olimpo de máximos ídolos de Independiente, junto con otros jugadores como Seoane, Orsi, Erico, Sastre, De La Mata, Bello, Cervino, Grillo, Varacka, Navarro, Santoro, Pastoriza, Yazalde, Artime, Pavoni, Bertoni, Galván, Rojas, Trossero, Villaverde, Giusti, Clausen, Burruchaga y Ríos, entre muchos otros.
Bochini se destacó por su excepcional estilo de juego, por su sentido de ubicación dentro de la cancha, su mapeo de cada rincón del campo de juego, su rapidez mental, sus habilidades de gambeta, su eficiencia en el manejo de los esfuerzos físicos ante rivales mucho más poderosos físicamente que él, y sus pases milimétricos que dejaban a sus compañeros cara a cara con el gol, razón por la que pasaron a llamarse pases bochinescos. Bochini se volvió uno de los iconos por antonomasia del fútbol en Argentina, por su calidad como referente en la orquestación de jugadas de ataque para su equipo, su creación, manejo y definición de ataques, su habilidad para desarmar el cerrojo de defensas rivales con simples y sorpresivos movimientos, y el hecho de haber jugado toda su carrera en Independiente. Llegó a ser un fenómeno que llevaba a hinchas de todos los clubes a ver partidos de Independiente solo para verlo jugar a él. Se ganó un privilegio reservado a muy pocos jugadores: ser aplaudido por hinchadas rivales. El propio Diego Maradona declaró que su principal influencia en el desarrollo de su estilo de juego fue Bochini.
Su nombre ha pasado a ser una leyenda en la historia del deporte, y hasta el día de hoy su recuerdo permanece en peñas, calles, placas, estatuas, libros y homenajes que le dedican los amantes del fútbol. El estadio del club Independiente lleva su nombre.

## Trayectoria

### Inferiores
Bochini comenzó a jugar en 1964, a los 10 años, en las inferiores del club Belgrano de Zárate, su ciudad natal. En su infancia admiraba a jugadores como José Sanfilippo, Alberto Rendo, Carlos «Toti» Veglio y Ángel Clemente Rojas, «Rojitas».
En 1969, ya con 15 años, se fue a probar a Boca, pero por las dificultades en el traslado para practicar desistió de continuar. Sin embargo, la suerte le cambió poco tiempo después cuando Miguel Ángel Giachello, gloria de Independiente, lo llevó a este club. En 1970 Belgrano de Zárate aceptó cederlo a préstamo con opción de compra, y fue aceptado por Nito Veiga y Ernesto Díaz para sumarlo a la séptima división del Club Atlético Independiente. Allí comenzaron los primeros hitos del Bocha con el Rojo de Avellaneda.

### Años '70: catarata de títulos y rápida consolidación

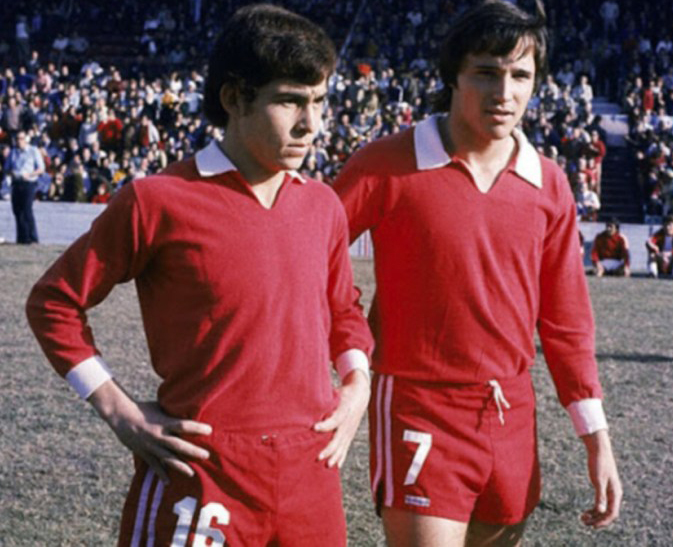
Bochini y Daniel Bertoni en 1974. Fueron una demoledora dupla que lo ganó todo en los '70.

Debutó en primera división en 1972 en cancha de River Plate cuando el técnico Pedro Dellacha lo hizo entrar a los 74 minutos (tenía en ese momento 18 años).
Bochini se consolidó rápidamente y al poco tiempo empezó a dar actuaciones rutilantes, como el hattrick que le propinó a Racing en 1974. Fue el principal emblema de un equipo de Independiente de los años '70 que lo ganó todo. En ese equipo confluían tanto jugadores consagrados como jugadores jóvenes. Entre los primeros estaban el arquero «Pepé» Santoro y el lateral izquierdo «Chivo» Pavoni. Entre los segundos estaban el propio Bochini y el wing derecho Daniel Bertoni. Justamente entre estos dos formarían una dupla letal que se volvería famosa por sus paredes y jugadas asociadas. Contra Juventus en 1973, entre los dos harían paredes letales que terminarían en gol del Bocha, dándole al Rojo su primera Copa Intercontinental.
Pero en sí todo ese equipo de Independiente era sólido en toda sus líneas. En defensa contaba con Commisso, López, Sá y Pavoni, conocida en ese entonces como «la defensa de hierro» por su fortaleza física. En el medio campo contaba con tres números 5, o volantes centrales, que eran incansables, firmes y creativos, y se asistían mutuamente para mantener el orden del equipo: Galván, Semenewicz y Raimondo. Y arriba en la delantera el propio Bochini, su cómplice de jugadas Bertoni, más el aporte de efectivos delanteros que fueron desfilando, como Agustín Balbuena, Eduardo Maglioni y Percy Rojas, los cuales tenían toda la cancha preparada gracias al trabajo de sus compañeros detrás, y podían liberarse para desplegar sus habilidades ofensivas.
En los años setenta Independiente fue el equipo más fuerte de toda América, conquistando 8 copas: 4 Libertadores (1972, 1973, 1974, 1975), 3 Interamericanas (1972, 1974 y 1975) y 1 Intercontinental (1973).
Sobre finales de los años setenta Independiente formaría otro formidable equipo que protagonizaría los campeonatos Nacionales de Argentina (torneos de eliminación directa). El equipo ya había cambiado pero la mística seguía intacta. Prueba de esto es un particular episodio ocurrido en 1977 que ya ha pasado a ser leyenda entre los futboleros, y que hasta motivó la creación de un libro referido a esos hechos.
Independiente se había clasificado a la final del Campeonato Nacional 1977 y debía jugar contra Talleres de Córdoba. El partido de ida en Avellaneda había terminado en empate 1-1. Para el de la vuelta en Córdoba, en la previa había una sospecha de amaño del partido, pues el régimen militar era simpatizante del club cordobés. Dichas sospechas se confirmaron en el partido: Independiente iba ganando 1-0, pero el árbitro convalidó un penal, un gol con la mano, y echó 3 jugadores de Independiente. Parecía que la victoria era cordobesa. Pero entonces apareció la figura de Bochini, y orquestó una jugada magistral con sus compañeros Bertoni y Biondi, finalizando en gol del propio Bocha y dándole por resultado global el trofeo a Independiente.
Al año siguiente vuelve a ser figura decisiva en la obtención de un título, al ganarle Independiente 2-0 a River en la final del Campeonato Nacional 1978, con aquellos 2 goles siendo marcados por el propio Bochini, anotando una página destacada más en su trayectoria.

### Años '80: más títulos, distinciones individuales y madurez

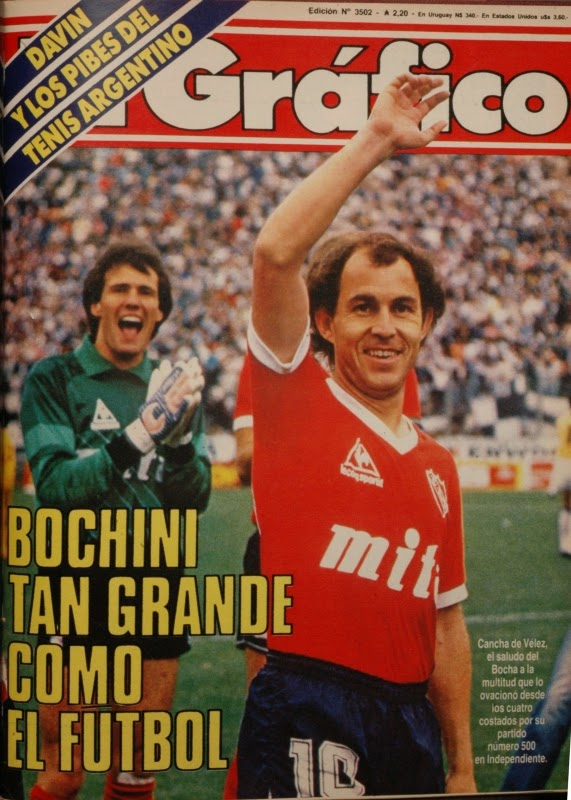
Bochini en 1986, tapa de El Gráfico, cumpliendo 500 partidos con Independiente. Tal como señala el texto (abajo a la derecha en la tapa de esta revista), Bochini fue aplaudido por muchas hinchadas rivales.

Con Nito Veiga como director técnico, Independiente amagó un par de veces a inicios de los años '80 con conquistar el título, pero en ambas oportunidades (Metropolitano 1982 y Nacional 1983) un muy buen equipo de Estudiantes de La Plata, de los mejores equipos en la historia de aquel club, se quedó con el trofeo. No obstante algo empezaba a encaminarse, un gran equipo se estaba construyendo.
En 1983 Independiente finalmente conquistó el título Metropolitano, con muy buenas actuaciones de Bochini, que contó con un gran compañero de jugadas que en ese torneo finalmente explotó, Jorge Burruchaga. De entre los cientos de jugadores con los que el Bocha compartió planteles a lo largo de su extensa trayectoria, el Burru sería uno de los jugadores que mejor se entendieron con el Bocha. Burruchaga era un jugador solidario con despliegue y polifuncionlidad, que ejecutaba tanto tareas ofensivas como de recuperación, y que asumía una suerte de papel de guitarra rítmica asistiendo a la guitarra solista de su equipo (Bochini en Independiente, Maradona en la selección de fútbol de Argentina), por todo esto fue un muy buen complemento del Bocha en estos tiempos.
Por su destacada actuación en la campaña de Independiente que llevó al título del Metropolitano '83, Bochini recibió ese año el premio al Futbolista Argentino del Año.
En Independiente se formó un equipo sólido, completo en todas las líneas, con grandes jugadores en todos sus puestos, uno de los mejores en toda la historia de Independiente. La defensa era firme pero también exquisita en su manejo con el pie, y contaba con Clausen, Villaverde, Trossero y Enrique. Lo mejor era el mediocampo: figuras de la talla de Giusti, Marangoni, el propio Bochini y Burruchaga, un mediocampo con gran aguante, solidaridad, despliegue y habilidades tanto para recuperar como para atacar. Y adelante estaban dos delanteros con capacidad de definición en una época de auge de cerrojos defensivos muy duros: Barberón y Percudani. Este equipo de Independiente fue excepcional, y no por nada fue el equipo de Independiente que más contribuyó a una selección argentina campeona del mundo; 4 de los jugadores mencionados estuvieron en el plantel que conquistaría el Mundial de México '86: Clausen, Burruchaga, Giusti y Bochini.
La campaña de la Copa Libertadores 1984 fue excepcional, Independiente había pulido su juego y ya era un equipo altamente desarrollado. Llegó a la final de la copa, donde debía jugar contra Gremio, la paliza táctica que le dio Independiente a los brasileños fue tal, ganándoles 1-0 de visitantes en Brasil, que al día siguiente los diarios brasileños le pusieron un 10 a todos los jugadores de Independiente. Así fue como Independiente conquistaba su séptima Libertadores de América.
A fines de ese año Independiente partió a Japón a jugar la Copa Intercontinental, que desde la edición 1980 (febrero de 1981) se jugaba en la tierra del sol naciente. Debía enfrentar al Liverpool, en un clima enrarecido: era la primera vez que un equipo argentino jugaba contra uno inglés después de la Guerra de Malvinas. Un gol tempranero de Percudani le dio la victoria a Independiente, que conquistó la Intercontinental.
Como reconocimiento a su excepcional campaña ese año con Independiente, Bochini obtuvo el 3° puesto al Futbolista Sudamericano del Año.
A medida que la década de los ochenta va llegando a su fin se observa una mayor madurez de Bochini, ya sin la elasticidad ni la rapidez de sus tiempos juveniles, pero supliéndolo con la experiencia ganada y unas excepcionales capacidades de mapeo del campo de juego, orquestación de jugadas, eficiencia en el manejo de energía física y perfeccionamiento de sus toques sutiles y precisos. Siguió teniendo su afinada puntería para meter goles, y si en los años '70 fue Racing la principal víctima de los goles del Bocha, en los años ochenta pasó a ser Boca, con recordados goles como los que le hizo en la primera y segunda rueda del campeonato de 1988-89, sacando del camino al que era el único equipo que competía el título contra el Rojo.
A principios de 1988 amagó con irse a Boca junto a sus compañeros Marangoni y Barberón, y su exdirector técnico José Omar Pastoriza, pero todo quedó en la nada y, aunque aquellos partieron, él continuó en Independiente.
Ese mismo año comenzó la campaña que lo llevaría a un nuevo título nacional. Bochini, ya con los años a cuestas pero con alta experiencia y perfeccionamiento de mapeo de la cancha y pases letales, fue crucial para que Independiente ganara el campeonato de Primera División de 1989.
En 1989 fue gran figura para conducir al equipo de Independiente a través de la Supercopa, y llegaría a la final contra Boca, aunque tras dos empates sin goles Independiente perdería por penales.

### Recta final y retiro
En 1990 volvió a ser conductor de una particular campaña de la Copa Libertadores donde Independiente consiguió su victoria internacional más abultada, destrozando al Pepeganga venezolano por 6-0. Aun así, en cuartos de final Independiente sería eliminado por River.
En noviembre de 1990 ganó, en los Premios Konex de la edición Deportes, el Diploma al Mérito en la categoría fútbol, en reconocimiento a su trayectoria deportiva durante la década.
Pero Bochini ya sentía que se estaba despidiendo. A principios de los años 90 su padre murió, lo cual lo entristeció. Empezó a notar que el paso del tiempo empezaba a pesar y que su habilidad física desaparecía, ya no podía esquivar arremetidas de sus rivales que antes eludía sin problemas.
El 5 de mayo de 1991, en un partido de local entre Independiente y Estudiantes que terminaría en empate 1-1, recibió una pelota en tres cuartos de cancha y estaba por encaminarse hacia el arco rival como siempre hacía, cuando de repente, una violenta patada del defensor Pincharrata Pablo Erbín a la rodilla lo destrozó. El Bocha cayó lesionado al campo de juego y fue retirado en camilla, ante la mirada atónita de los hinchas del Rojo que no podían creer lo que estaba pasando con su ídolo. La gravedad de la lesión fue tal que Bochini anunció su retiro de las canchas.
Así llegaba a su fin una excepcional carrera de 19 años, 714 partidos, 108 goles, 4 torneos nacionales y 10 copas internacionales, todos ellos bajo la misma camiseta: la de Independiente. Se cerraba así la historia de uno de los más grandes jugadores de fútbol del mundo de toda la historia.

## Después del retiro

### Homenajes
En 2005, para celebrar el centenario de la fundación de Independiente, el club construyó una estatua de bronce con la figura de Bochini, que se encuentra en la sede central del club en Avellaneda.
En 2006 el Concejo Deliberante de la ciudad de Avellaneda, en la provincia de Buenos Aires, hizo lugar a un pedido de un grupo de socios del Club Atlético Independiente y decidió bautizar con el nombre "Ricardo Enrique Bochini" un tramo de la calle Cordero (comprendido entre Alsina y las vías del ferrocarril). El proyecto fue presentado por Javier Cantero y Jorge Alonso, dos hinchas y socios del Club Independiente, que cumplieron con la gestión para persuadir a los Concejales del Concejo Deliberante de Avellaneda y de esta manera homenajear al ídolo, que según los autores del proyecto: "es una parte importante de la cultura de Avellaneda".[cita requerida] Desde el 17 de julio de 2007, la calle del estadio del club para el que Bochini jugó casi 20 años lleva su nombre.
En octubre de 2007 fue entronizado en la Galería de la Fama de la AFA, hecha en honor a los mejores jugadores argentinos de toda la historia.
También en su honor desde el año 2008 un estadio lleva su nombre. Se trata del estadio del Club Atlético Famaillá de la ciudad homónima en la provincia de Tucumán, afiliado a la Liga Tucumana de Fútbol. El "Estadio Ricardo Enrique Bochini" tiene capacidad para 4.000 personas y se encuentra en una zona turística donde hay un balneario y un lago artificial, y donde anualmente se realizan distintas festividades, donde se destacan la "Fiesta Nacional de la Empanada" y la "Fiesta Nacional de los Mellizos".
Aparte de los reconocimientos de distintas instituciones, tiene el reconocimiento de los hinchas futboleros, que cuando lo ven ya sea adentro de una cancha o afuera dando un paseo, estallan con vítores de "¡Bo-Bo-chini!" alrededor suyo.

### Retorno "simbólico"

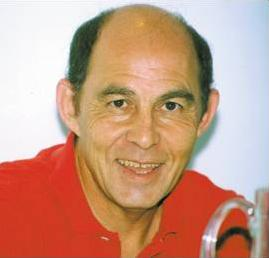
Ricardo Bochini en 2007.

El 25 de febrero de 2007, Bochini volvió a participar en un partido oficial. Lo hizo durante 42 minutos para Barracas Bolívar
Esto fue en un encuentro correspondiente a la sexta fecha de la Zona 57 del Torneo del Interior, quinta división del fútbol argentino.
El partido, en el que estaba en juego la clasificación del equipo a la siguiente ronda, terminó con un resultado de 2 a 1 a favor de la escuadra del Bocha.

### El súper 8 y otro "retorno" simbólico con el Rojo
Finalmente, el 19 de julio de 2009, se inauguró un Torneo de Veteranos denominado Súper 8, en el cual participan 8 equipos que representan a escuadras que participan en el Torneo de Primera División Argentina.
Precisamente, Ricardo Bochini volvió a vestir la camiseta de Independiente, enfrentando en el partido inaugural al combinado de Boca Juniors.
Bochini jugó los 30' iniciales y se fue reemplazado a los 15' del segundo tiempo.
Aquel partido si bien lo ganó Boca Juniors por 2-0, significó el retorno de Bochini con la camiseta del Rojo de Avellaneda.

## Selección nacional
Además de su carrera en Independiente, Bochini tuvo un carrera en la selección argentina de fútbol que está particularmente entre las más largas de la historia de esta selección, con una carrera que se extendió por 13 años.
Lo cierto es que Bochini tuvo una carrera en la selección marcada por las intermitencias. A lo largo de su trayectoria fue convocado varias veces para la Albiceleste, pero nunca terminó de ganarse la preferencia de los técnicos que lo dirigieron. Contribuyó a que fue parte de una generación excepcionalmente buena de enganches argentinos, por lo que siempre tuvo que lidiar con algún competidor más, como Babington, Valencia, Gorosito, Sabella, Alonso, y Diego Armando Maradona.
Bochini debutó en la selección argentina de fútbol en 1973 como parte de la selección fantasma que debía prepararse físicamente en el norte argentino para el partido en la altura de Bolivia por las eliminatorias de la Copa Mundial de Fútbol de 1974, en medio de un clima de gran nerviosismo y angustia. Argentina no había podido clasificar para el Mundial '70 y no quería repetir el fracaso. Este periodo, el de fines de los '60 y principios de los '70, es particularmente oscuro en la historia de la selección argentina, con mucha desorganización y traspiés. La selección fantasma era un equipo alternativo; el principal estaba conformado por jugadores ya consagrados y que se quedaron practicando en Buenos Aires. En cambio, la fantasma estaba conformada por varios jóvenes que recién empezaban en el mundo del fútbol, entre ellos el propio Bochini y Mario Alberto Kempes, y los habían dejado prácticamente olvidados y sin asistencia de parte de la AFA; la desorganización reinaba por entonces en la casa madre del fútbol argentino. Los jugadores debieron hacer amistosos inclusive para costear alojamiento y viajes. Finalmente vencieron 1-0 a la selección de Bolivia y clasificaron al mundial de 1974. Finalmente Vladislao Cap armó la lista de convocados al Mundial y optó por llevar Carlos Babington, Miguel Brindisi y Roberto Telch, Dejando afuera a Enrique Bochini.
Participó con éxito en la primera selección que organizó César Luis Menotti previa a la Copa del Mundo 1978, actuando en una gira por la Unión Soviética y Polonia en partidos memorables bajo intensas nevadas. Luego de varias lesiones, volvió a ser convocado en una serie de amistosos que se hicieron en el estadio de Boca Juniors. Sin embargo, en la convocatoria para el Mundial de 1978 Menotti se inclinó por José Daniel Valencia,
Norberto Alonso y Ricardo Julio Villa, y así el Bocha quedó afuera. Sí contó con él para la Copa América 1979.
En 1982, tampoco fue convocado por  Menotti. Esta vez el Técnico prefirió a Maradona y a Osvaldo Ardiles como organizadores del juego. Dejando como relevos a Valencia, Patricio Hernández y Gabriel Calderón. Finalmente bajo pedido de Diego, el Bocha fue convocado por Carlos Salvador Bilardo para el mundial de 1986 e incluso pudo jugar unos pocos minutos, ingresando por Jorge Burruchaga cuando faltaban pocos minutos para terminar el partido contra Bélgica. El mismo Maradona le dijo al Bocha al ingresar éste al campo de juego "Pase, Maestro, lo estábamos esperando" y combinaron algunas paredes que desordenaron la defensa rival.

### Participaciones en Copas del Mundo
| Mundial           | Sede   | Resultado | Partidos | Goles |
| ----------------- | ------ | --------- | -------- | ----- |
| Copa Mundial 1986 | México | Campeón   | 1        | 0     |

## Estilo de juego

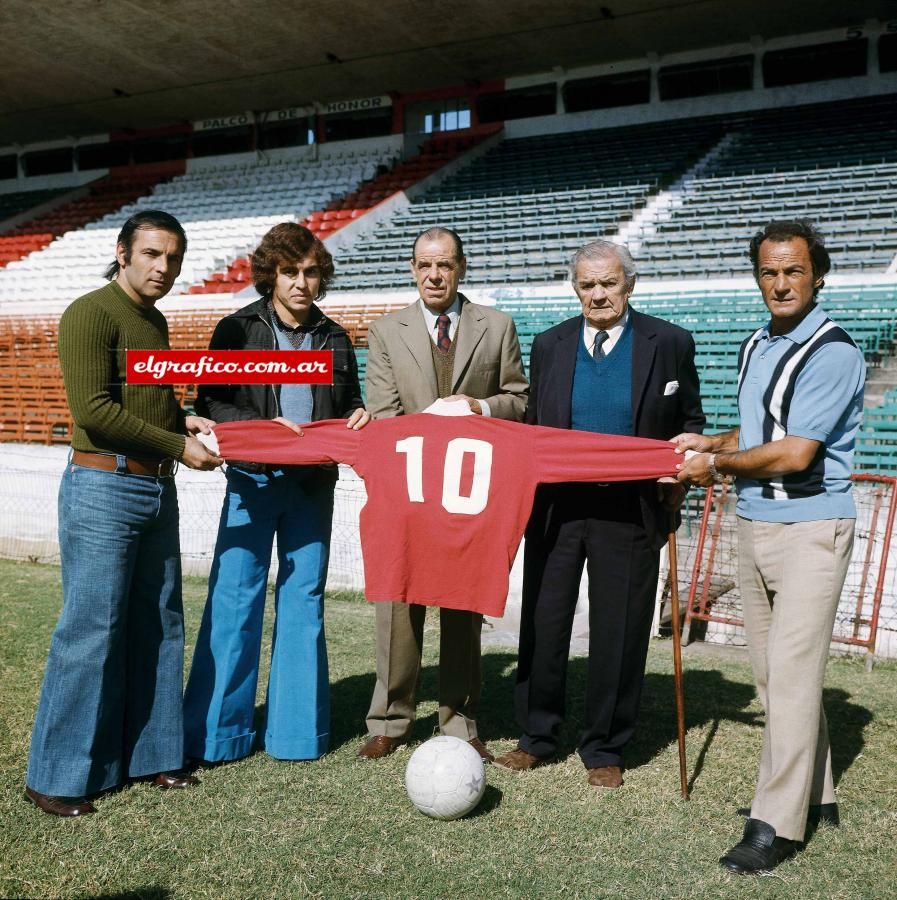
En 1973 ya estaba entre los más grandes "10" de la historia de Independiente. Izq. a der.: "Mariulo", Bochini, Sastre, Seoane y Grillo.

Bochini fue un jugador excepcional en su sentido de apoyo al resto del equipo. Contaba con una serie de características, como su sentido de localización en la cancha, su creatividad para organizar jugadas colectivas, su rapidez mental, su precisión milimétrica en los pases, su eficiencia en el manejo de las energías, su gambeta y desequilibrio individual, y por último, su frialdad para mantener el temple en momentos cruciales, que lo llevaron a ser una pieza clave en el funcionamiento de sus equipos.
Por su ubicación en el campo de juego, en palabras de quienes lo vieron jugar "tenía un mapa de la cancha en la cabeza". Conocía al detalle cada parte de la cancha y elaboraba jugadas con base en las tendencias que iban sucediéndose a lo largo del partido. Su proverbial mapeo del campo de juego llevó a que tuviera perfectas condiciones para ser un enganche, organizando las jugadas para que todo el equipo participara en la búsqueda del gol, por eso se lo llamó también como un "director de orquesta del campo de juego". Tenía una rapidez mental sobresaliente, sabía por donde pasaba la jugada en el partido y con base en eso orquestaba un nuevo ataque o hacía un pase que sorpresivamente cambiaba el partido. Poseía una serie de habilidades inusuales que en conjunto, hacían que desmoronara el cerrojo defensivo que sus rivales habían armado.
Como consecuencia de su sentido de participación colectiva, también una de sus características principales fue la de asistir a sus compañeros con toques sutiles para que estos conviertan. Aún hoy se suelen llamar en el fútbol argentino "pases bochinescos" a los pases precisos que dejan al delantero mano a mano con el arquero, burlando a toda la defensa. Eso ayudó a convertir en goleadores a una gran cantidad de jugadores que tuvieron la suerte de tenerlo a su lado como Ruiz Moreno, Norberto Outes, Daniel Astegiano, Marcelo Reggiardo, Carlos Alejandro Alfaro Moreno, Martín Félix Ubaldi y Antonio Alzamendi, entre otros.
El Bocha también convirtió goles que eran un lujo para la vista y siempre en partidos importantes. Son recordados sus goles a Peñarol en la Copa Libertadores de 1976 (un gol que reeditaría Maradona en México 1986 contra Inglaterra), dos a Fillol de River Plate en la final del Nacional 1978 o a Wirtz de emboquillada en un clásico contra Racing Club. Quizás el gol más querido por los seguidores de Club Atlético Independiente que haya hecho Bochini haya sido el del empate definitivo a 2 contra Talleres como visitante, en la final del Nacional 1977. En ese partido, a su club le expulsaron 3 jugadores, pero él consiguió marcar el empate que le dio el título a Independiente esa misma tarde. Episodios como este también muestran la frialdad y el temple de Bochini en momentos cruciales y a pesar de los traspiés.
Como muestran los mencionados goles, su desequilibrio individual, sus gambetas y su habilidad técnica también fueron uno de los puntos fuertes de Bochini.
Bochini fue un producto de la cantera de Independiente, club conocido por su estilo de "paladar negro", es decir, de dedicación al buen juego, juego atractivo visualmente, jugadas colectivas, fomento de los jugadores con técnica, equipos fuertes en todas las líneas, y excepcional efectividad goleadora. Por eso, no tardó en afirmarse como uno de los más grandes jugadores que vistieron la camiseta 10 de Independiente, una larga e ilustre tradición a través de décadas.
Surgió en un momento en que estaban saliendo figuras excepcionales en el puesto de enganche. Del mismo modo, pasó a formar parte junto a Diego Maradona y Norberto Alonso de la tríada de los más destacados "10" del fútbol argentino en las décadas en que este país salió campeón de los mundiales de fútbol, dejando un legado indeleble en la historia futbolística argentina.
No se destacó por su fortaleza física, más bien tenía un físico débil, especialmente para aquella época de defensores que eran paredones y delanteros que eran tanques. Pero lo que no tenía en poder físico lo suplía con eficiencia de energías y habilidad: no realizando derroches innecesarios de energía, anticipándose mentalmente a la carga de los rivales y moviéndose acordemente, y descolocando con gambetas a rivales más fornidos. Por todo esto, pasó a la historia como uno de los más grandes futbolistas que dio Argentina de todos los tiempos.

## Citas acerca de Bochini
"Cuando vi que entraba Bochini, me pareció que tocaba el cielo con las manos, por eso lo primero que hice fue tirar una pared con él. En ese momento sentí que estaba tirando una pared con Dios".
Diego Armando Maradona

"Sólo le pido a Dios que Bochini juegue para siempre, siempre para Independiente, para toda la alegría de la gente"

"Olelé olalá, Bochini es lo más grande del fútbol nacional"

"Chupe, chupe, chupe, no deje de chupar, el Bocha es lo más grande del fútbol nacional"
Cantos de la hinchada de Independiente dedicados a su ídolo

"Ese estilo de Independiente murió cuando Bochini dijo basta".
Néstor Clausen[cita requerida]

## Estadísticas
| Club                    | Temporada | Primera División | Primera División | Torneo Metropolitano | Torneo Metropolitano | Torneo Nacional | Torneo Nacional | Liguilla Prelibertadores | Liguilla Prelibertadores | Copa Libertadores | Copa Libertadores | Supercopa Sudamericana | Supercopa Sudamericana | Copa Interamericana | Copa Interamericana | Copa Intercontinental | Copa Intercontinental | Total | Total |
| Club                    | Temporada | PJ               | Goles            | PJ                   | Goles                | PJ              | Goles           | PJ                       | Goles                    | PJ                | Goles             | PJ                     | Goles                  | PJ                  | Goles               | PJ                    | Goles                 | PJ    | Goles |
| ----------------------- | --------- | ---------------- | ---------------- | -------------------- | -------------------- | --------------- | --------------- | ------------------------ | ------------------------ | ----------------- | ----------------- | ---------------------- | ---------------------- | ------------------- | ------------------- | --------------------- | --------------------- | ----- | ----- |
| Independiente Argentina | 1972      | -                | -                | 3                    | 0                    | 7               | 1               | -                        | -                        | -                 | -                 | -                      | -                      | -                   | -                   | -                     | -                     | 10    | 1     |
| Independiente Argentina | 1973      | -                | -                | 7                    | 2                    | 14              | 2               | -                        | -                        | 1                 | 0                 | -                      | -                      | 1                   | 0                   | 1                     | 1                     | 24    | 5     |
| Independiente Argentina | 1974      | -                | -                | 17                   | 8                    | 19              | 7               | -                        | -                        | 7                 | 2                 | -                      | -                      | 2                   | 1                   | 2                     | 0                     | 47    | 18    |
| Independiente Argentina | 1975      | -                | -                | 21                   | 5                    | 14              | 5               | -                        | -                        | 7                 | 1                 | -                      | -                      | -                   | -                   | -                     | -                     | 42    | 11    |
| Independiente Argentina | 1976      | -                | -                | 16                   | 1                    | 3               | 0               | -                        | -                        | 5                 | 1                 | -                      | -                      | 1                   | 1                   | -                     | -                     | 25    | 3     |
| Independiente Argentina | 1977      | -                | -                | 39                   | 4                    | 17              | 4               | -                        | -                        | -                 | -                 | -                      | -                      | -                   | -                   | -                     | -                     | 56    | 8     |
| Independiente Argentina | 1978      | -                | -                | 29                   | 5                    | 10              | 6               | -                        | -                        | 7                 | 2                 | -                      | -                      | -                   | -                   | -                     | -                     | 46    | 13    |
| Independiente Argentina | 1979      | -                | -                | 17                   | 3                    | 11              | 2               | -                        | -                        | 8                 | 0                 | -                      | -                      | -                   | -                   | -                     | -                     | 36    | 5     |
| Independiente Argentina | 1980      | -                | -                | 20                   | 0                    | 15              | 0               | -                        | -                        | -                 | -                 | -                      | -                      | -                   | -                   | -                     | -                     | 35    | 0     |
| Independiente Argentina | 1981      | -                | -                | 30                   | 2                    | 18              | 3               | -                        | -                        | -                 | -                 | -                      | -                      | -                   | -                   | -                     | -                     | 48    | 5     |
| Independiente Argentina | 1982      | -                | -                | 15                   | 2                    | 11              | 1               | -                        | -                        | -                 | -                 | -                      | -                      | -                   | -                   | -                     | -                     | 26    | 3     |
| Independiente Argentina | 1983      | -                | -                | 35                   | 3                    | 19              | 1               | -                        | -                        | -                 | -                 | -                      | -                      | -                   | -                   | -                     | -                     | 54    | 4     |
| Independiente Argentina | 1984      | -                | -                | 23                   | 4                    | 8               | 1               | -                        | -                        | 12                | 2                 | -                      | -                      | -                   | -                   | 1                     | 0                     | 44    | 7     |
| Independiente Argentina | 1985      | -                | -                | -                    | -                    | 9               | 1               | -                        | -                        | 4                 | 0                 | -                      | -                      | -                   | -                   | -                     | -                     | 13    | 1     |
| Independiente Argentina | 1985/86   | 33               | 9                | -                    | -                    | -               | -               | -                        | -                        | -                 | -                 | -                      | -                      | -                   | -                   | -                     | -                     | 33    | 9     |
| Independiente Argentina | 1986/87   | 38               | 8                | -                    | -                    | -               | -               | 6                        | 1                        | 10                | 0                 | -                      | -                      | -                   | -                   | -                     | -                     | 54    | 9     |
| Independiente Argentina | 1987/88   | 32               | 3                | -                    | -                    | -               | -               | -                        | -                        | -                 | -                 | -                      | -                      | -                   | -                   | -                     | -                     | 32    | 3     |
| Independiente Argentina | 1988/89   | 33               | 2                | -                    | -                    | -               | -               | -                        | -                        | -                 | -                 | 2                      | 0                      | -                   | -                   | -                     | -                     | 35    | 3     |
| Independiente Argentina | 1989/90   | 27               | 1                | -                    | -                    | -               | -               | 4                        | 0                        | 1                 | 0                 | 2                      | 0                      | -                   | -                   | -                     | -                     | 34    | 1     |
| Independiente Argentina | 1990/91   | 17               | 0                | -                    | -                    | -               | -               | -                        | -                        | -                 | -                 | 1                      | 0                      | -                   | -                   | -                     | -                     | 18    | 0     |
| Total                   | Total     | 181              | 23               | 272                  | 39                   | 175             | 34              | 10                       | 1                        | 62                | 8                 | 5                      | 0                      | 4                   | 2                   | 4                     | 1                     | 715   | 108   |

## Palmarés

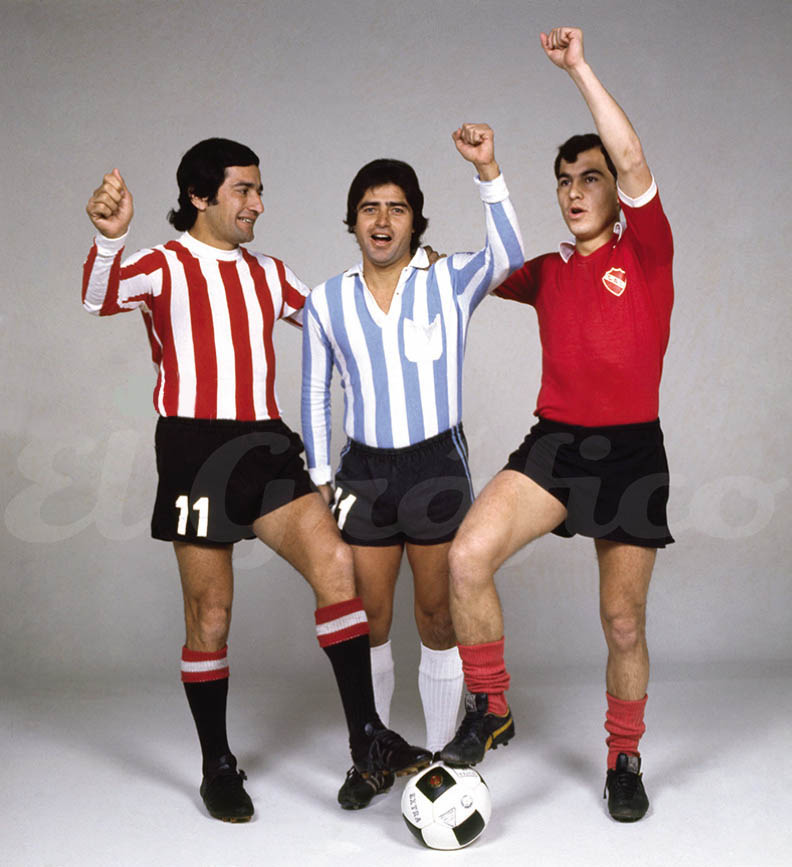
Verón, Cárdenas y Bochini, las principales figuras de las copas Intercontinentales que el fútbol argentino había ganado hasta 1973.

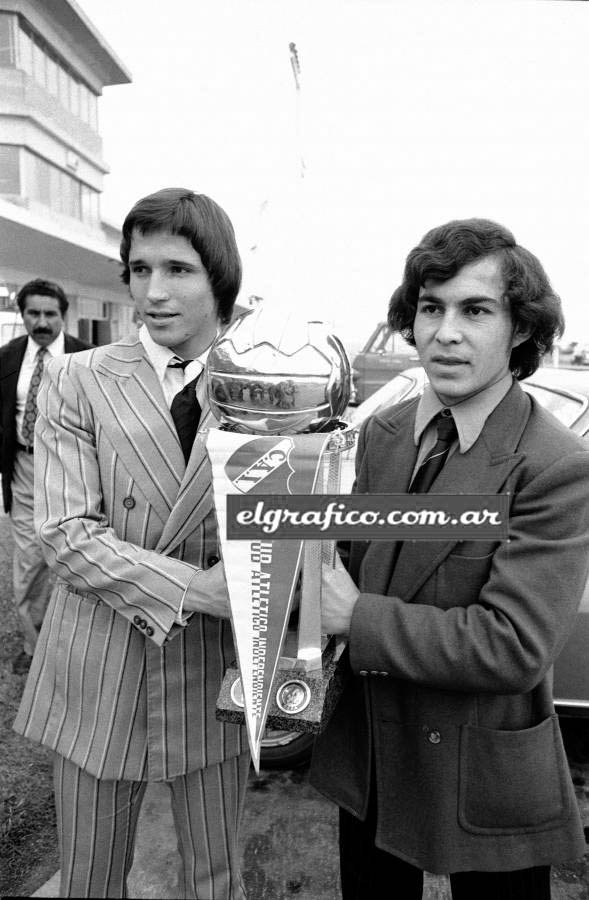
Daniel Bertoni y Ricardo Bochini con la recién conquistada Copa Intercontinental 1973.

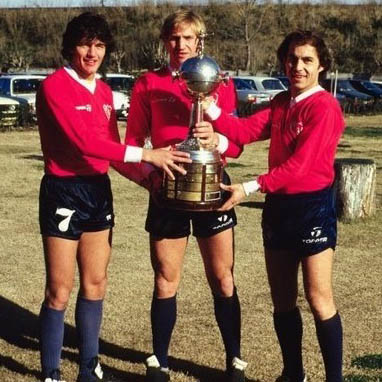
Jorge Burruchaga, Enzo Trossero y Ricardo Bochini con la recién conquistada Copa Libertadores 1984.

### Campeonatos nacionales
| Título           | Club          | Sede         | Año     |
| ---------------- | ------------- | ------------ | ------- |
| Primera División | Independiente | Córdoba      | N-1977  |
| Primera División | Independiente | Avellaneda   | N-1978  |
| Primera División | Independiente | Avellaneda   | 1983    |
| Primera División | Independiente | Buenos Aires | 1988/89 |

### Campeonatos internacionales
| Título                  | Club (*)               | Sede                | Año  |
| ----------------------- | ---------------------- | ------------------- | ---- |
| Copa Libertadores       | Independiente          | Montevideo          | 1973 |
| Copa Interamericana     | Independiente          | Tegucigalpa         | 1973 |
| Copa Intercontinental   | Independiente          | Roma                | 1973 |
| Copa Libertadores       | Independiente          | Santiago            | 1974 |
| Copa Interamericana     | Independiente          | Ciudad de Guatemala | 1974 |
| Copa Libertadores       | Independiente          | Asunción            | 1975 |
| Copa Interamericana     | Independiente          | Caracas             | 1976 |
| Copa Libertadores       | Independiente          | Avellaneda          | 1984 |
| Copa Intercontinental   | Independiente          | Tokio               | 1984 |
| Copa Mundial de la FIFA | Selección de Argentina | México              | 1986 |

(*) Incluyendo la selección.

### Distinciones individuales
| Distinción                                         | Año  |
| -------------------------------------------------- | ---- |
| Futbolista Argentino del Año                       | 1983 |
| Futbolista Sudamericano del Año (3°)               | 1984 |
| Equipo Ideal de América                            | 1989 |
| Diploma al Mérito de los Premios Konex de Deportes | 1990 |
| Miembro del Salón de la Fama de la AFA             | 2007 |
| One Club Man Award                                 | 2022 |

## Vida personal

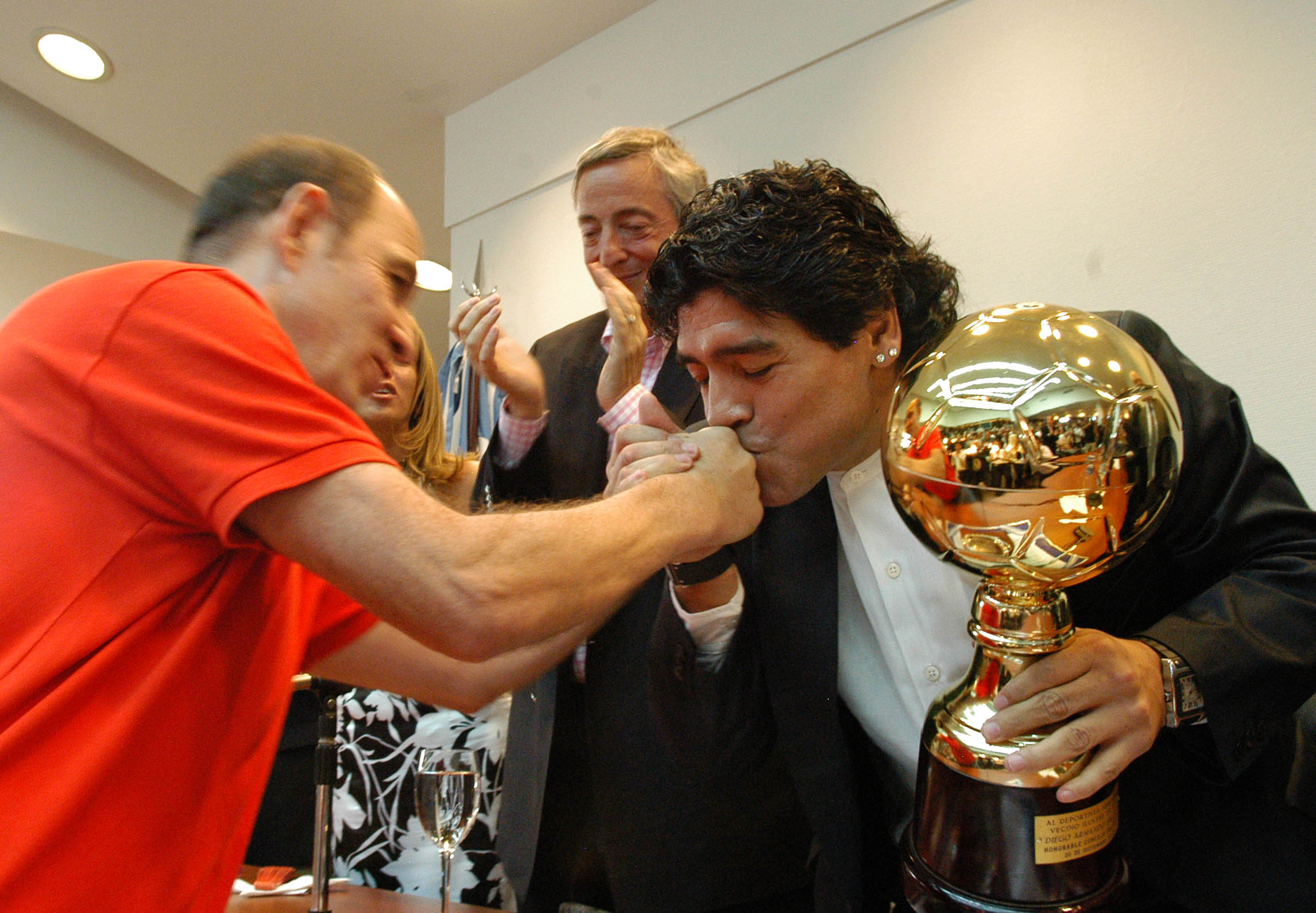
Diego Armando Maradona besando la mano de su ídolo Ricardo Enrique Bochini

Desde la infancia humilde y cuando ya estaba en las categorías inferiores de Independiente tuvo que ayudar a sus familiares, trabajar en liegoa huerta familiar, limpiando una tienda de lana, en la construcción y una curtiembre. Tuvo ocho hermanos, aunque uno de ellos murió siendo joven en un accidente automovilístico.
Está en pareja desde 1997 con la abogada Graciela Suñé, tienen dos hijos, Ricardo Simón Bochini Suñé y Manuel Enrique Bochini Suñé.
Actualmente, Bochini trabaja para la Asociación del Fútbol Argentino en calidad de observador de jugadores jóvenes, que viajan dos veces a la semana para el campo para descubrir jóvenes promesas y ofrecerles pruebas.
Sigue acompañando al club con el que conquistó la gloria del fútbol. Para la final de la Copa Sudamericana 2017, Bochini, Bertoni, Pavoni y Santoro le dieron charlas al equipo para motivarlos para la final. Independiente terminaría quedándose con la copa.
Continúa regularmente dando su opinión sobre la actualidad de Independiente, ante la escucha atenta no solo de los directivos del Rojo de Avellaneda, sino también de todo el público futbolero argentino.